# Kékfejű pillangópinty
A kékfejű pillangópinty (Uraeginthus cyanocephalus) vagy a madarak osztályának a verébalakúak (Passeriformes) rendjébe, ezen belül a díszpintyfélék (Estrildidae) családjába tartozó faj.

## Rendszerezés
Régebben az Estrilda nembe sorolták Estrilda cyanocephala néven.

## Előfordulása
Afrikában Etiópia, Kenya, Szomália, Dél-Szudán, Tanzánia területén honos. A természetes élőhelye szubtrópusi és trópusi síkvidéki sivatagok, száraz gyepek és bokrosok.

## Alfajai
- Uraeginthus cyanocephalus cyanocephalus – (Richmond, 1897)
- Uraeginthus cyanocephalus muelleri – (Zedlitz, 1912)

## Megjelenése
Testhossza 10-13 centiméter. A tojó fején halványabb a kék szín.

## Táplálkozása
Magvakkal és rovarokkal táplálkozik.

## Szaporodása
Fészekalja 4-6 tojásból áll, melyen 12-14 napig kotlik.